# Jan Fekete
Jan Fekete (* 20. August 1958 in Bratislava, Tschechoslowakei) ist ein slowakischer Künstler.

## Leben
Fekete studierte an der Akademie der Bildenden Künste in Bratislava, der Hochschule für angewandte Kunst Wien und der Akademie der bildenden Künste München, an der er 1990 sein Diplom erhielt.
Seit 1990 ist er als Lehrbeauftragter an der Akademie der Bildenden Künste in Bratislava tätig und erlangte dort 1996 die Univ.-Dozentur. 1994–95 hatte er einen Lehrauftrag an der MKL Visuelle Mediengestaltung, Universität für angewandte Kunst, Wien. Jan Fekete ist einer der führenden Vertreter von  geometrischen und abstrakten Tendenzen in der Slowakischen Kunst. Er arbeitet in Wien und Bratislava.

## Einzelausstellungen (Auszug)
- 1991 Galerie Majernika, Bratislava
- 1993 Galerie der modernen Kunst, Žilina
- 1994 Vojtech Löffler Museum, Košice
- 1995 und 1996 Galerie Gerulata, Bratislava (mit Nick de Vries/USA und Milos Boda/SK)
- 2000 Städtische Galerie Bratislava; Laserscans Palais Palffy; Galerie der modernen Kunst, Žilina
- 2001 das selbst personality show #5, KulturAXE Wien
- 2006 Zerstörung der Fläche Galerie Steinek, Wien
- 2009  Raumdimensionen Via Galéria, Bratislava[2]
- 2009 Lichtskulptur Universe 1-3 permanente Installation, Stadthalle Wien
- 2009 Stars der Wr. Stadthalle, Ölbildserie, Stadthalle Wien[3]

## Beteiligungen
- 1996 Enter, Passagegalerie Künstlerhaus Wien, (mit S. Buban und S. Filko)
- 2005 Überland, Stadtgalerie – Verein zur Förderung der bildenden Kunst Wien (mit A. Piller u. C. Zillner);
- 2006 Galerie Atrium, Prešov (mit Stano Buban)

## Werke im öffentlichen Besitz und Sammlungen
- 1987 Ankauf, Zentralsparkasse Wien
- 1987 Preisträger Kunstwettbewerb „Wien kann sich sehen lassen“
- und Ankauf, Landesorg.Wien, SPÖ
- 1987 Ankauf, Tabakmuseum, Wien
- 1990 Ankauf, Naturwissenschaftliches Museum, München
- 1994 Ankauf Stadt Wien
- 2000 1. Preis und Ankauf, Int. Fahnenwettbewerb „Grenzenlose Kunst“

## Bibliographie (Auszug)
- „B&F“, Buban & Fekete,  Radislav Matustik, Kultúrny zivot, 1991;[4]
- „Jan Fekete, Malerei im Raum“, Profil, Vladimir Beskid, 1994[5];
- „Jan Fekete, Nick de Vries“, Vladimir Beskid, Katalog, Galerie Gerulata, 1995[6];
- „Event in the East“, Beata Jablonská, Nationalgalerie Bratislava;
- „Der Grenzgänger“, Thomas Prlic, Falter 18/04, 2004;
- „Jan Fekete“, Wien Connections, City, 2004;
- „Slovak contemporary painters“  ISBN 8080851336, SLOVART, KPMG, A.N.Javan, 2006;[7]
- 2007  figurama 07 „Jan Fekete“ ISBN 80-903346-5-2;[8]
- Figurama, Buch, cover Jan Fekete, 2008;
- Close Encounters, Vienna*Bratislava*Budapest, Katalogbuch,  “Jan Fekete, Swedish Landscape III”, 2008
- "Tolerance in Art", Zeitgenössische Kunst aus der Slowakei und Ungarn, Buch, Danubiana Meulensteen Art Museum;[9]
- Buch Osemdesiate/Die 80er Jahre, Slowakische Nationalgalerie ISBN 9788080591403.
- Buch ‚Hranice Geometrie – Borders of Geometry‘, Geometric and constructive tendencies in Slovak Art form 1960 to the present, published by PETUM s.r.o. Bratislava.  Akcia Zobraz[10] ISBN 9788097016012
- World Dictionary und slowakische Kunst der zweiten Hälfte des 20. Jahrhunderts, Jana Geržová, ISBN 9788096828302, (Slovník svetového a slovenského výtvarného umenia druhej polovice 20. storočia)

## Kritik
- “Sieht man sich das bisherige Gesamtwerk von Jan Fekete an, so kann man in seiner Arbeit über die ‘Malerei im Raum’ bis zu zehn unterschiedliche Ansätze und Bemühungen feststellen. Jan Fekete beansprucht aber auch den Gegenpol zur gestischen aus der informell stammenden malerischen Vorgehensweise...Von Wieland Schmid stammt die Formulierung: ‘Kontrollierte Spontaneität – emotionales Kalkül’. Genau in diesem Spannungsfeld größter Gegensätze bewegt sich auch bei aller Eigenständigkeit Jan Fekete. Ich will nur wenige zeitgenössische Maler als Beispiel für andere nennen, die auch diesen Weg gehen: Emilio Vedova, Frank Stella und Hans Hoffmann.”.  Prof. Jürgen Reipka, München, 1996
- Sein Vorgehen ist in der Slowakei einzigartig, höchstens vergleichbar mit dem Konzept des Trios Stano Filko, Milos Laky und Jan Zavarsky – "Weißer Raum im weißen Raum" (1973-74), wo es um die Demonstration eines Raumes ging durch Depersonalisierung der Malerei an einer "unendlichen" Fläche. Fekete malt keine Bilder. Er "macht die Malerei". Vladimir Beskid, Kosice/SK, 1994[11]